# کاهو (گلبهار)
کاهو یا کهو روستایی از توابع بخش مرکزی شهرستان گلبهار در استان خراسان رضوی ایران.

## جمعیت
این روستا در نزدیکی دهستان گلمکان قرار دارد و براساس سرشماری مرکز آمار ایران در سال ۱۳۸۵، جمعیت آن ۷۶۸ نفر (۲۳۳خانوار) بوده‌است.

## آب و هوا
این روستا به مانند روستاهای اطراف مشهد، روستایی ییلاقی با زمستان‌هایی سرد و تابستان‌هایی گرم می‌باشد. این روستا دارای چندین رودخانه می‌باشد که تمامی آن‌ها فصلی بوده و در تابستان‌ها نسبتاً خشک می‌شوند.این وضعیت با توجه به خشکسالی‌های سالیان اخیر، تشدید گردیده است.

## مسیر رفتن به روستا
راه اصلی رفتن به روستا از جاده سنتو(بعد پیچ ساغروان) بوده؛ اما مسیرهای دیگری نیز موجود می‌باشد. مسیر خاکی(به تازگی آسفالت شده) شاندیز به کاهو یکی از این مسیرها است.

## گردشگری
- آغل گربه؛
- برج سرهنگ؛
- سرو ۱۹۰۰ ساله کاهو ؛ شاخ و برگ این درخت مانند نقشه ایران است.

## مشاهیر و بزرگان
مرحوم آقاتی؛ عماد خراسانی(شاعر)
مرحوم عباس سازگار (شاعر)